# 李生伟
李生伟（1917年—），男，广东梅县人，中国电影摄影师，曾任上海电影制片厂摄影师，中国电影家协会理事。